# エタニティ 〜深夜の濡恋ちゃんねる♡〜
『エタニティ 〜深夜の濡恋ちゃんねる♡〜』（エタニティ しんやのぬれこいちゃんねる）は、アルファポリスが発行しているティーンズラブ小説レーベル「エタニティブックス」の12作品を原作とするテレビアニメ。2020年10月から12月までTOKYO MX・AT-Xにて通常版が放送された。また、年齢制限のあるデラックス♡版がエタニティレーベル公式サイトにて配信。

## 登場人物
声は特記無き場合通常版 / デラックス♡版の声優。

### 第1話「君が好きだから」
三ヶ嶋 紫峰
声 - 岩崎諒太 / 九財翼
エリートスペシャリスト。東京大学法学部卒業。お見合いの際に美佳に出会い、心が引きつけられて結婚した。
三ヶ嶋 美佳
声 - 石原舞 / 花澤さくら
旧姓は堤で、小説家・翻訳家である。紫峰に自身のことが好きだとプロポーズされ結婚した。
松方
声 - 森圭輔 / 柴田吠
紫峰の同僚。
中村 瞳子
声 - 氷青 / 鹿野まなか
紫峰の元カノ。

### 第2話「溺愛デイズ」
黒崎 隼人
声 - 大須賀純 / 深川緑
28歳のエリート建築士。資格として一級建築士を取得し、後にフランスへ留学した。
櫻井 穂乃香
声 - 清水愛 / 御苑生メイ
一級建築士を取得するために建設会社で働く女性。隼人をライバル視するが、自身の怪我の責任を取ると言われたことがきっかけで同居する。
滝沢
声 - 入江玲於奈 / 大海原渉
同僚A
声 - 森圭輔 / 柴田吠
同僚B
声 - バレッタ裕 / 江戸ししゃも
同僚C
声 - 氷青 / 鹿野まなか

### 第3話「愛されるのもお仕事ですかっ!?」
外山 審良
声 - 中村源太 / 九財翼
凄腕の一流営業マン。企業において3年連続で社長賞を受賞。
伊藤 華
声 - 社本悠 / 緑栞夏
平凡なるOLで、留学する予定であったが、斡旋会社の倒産に伴い、審良が提示した条件から家政婦として仕事を開始。
坂田
声 - 入江玲於奈 / 大海原渉
華と審良の同僚。

### 第4話「待ち焦がれたハッピーエンド」
ディーター・アウグスト・キタヤマ
声 - 三浦勝之 / 静陵聖
日系ドイツ人であり、大企業のCEO。秘書面接と称して偽装結婚の相手を探している。
成瀬 美紅
声 - 有賀友利恵 / 立花沙羅
女優志望。生活費のため秘書面接を受け、偽装結婚だと知った後もその報酬に惹かれ話に乗る。
北山 宗一郎
声 - 川島慶嗣 / 六本木天人
ディーターの父。
男性（通行人）
声 - 大熊誠一郎 / 井上ヒロシ

### 第5話「野良猫は愛に溺れる」
鷹藤 陽介
声 - 福西勝也 / 深川緑
鷹藤コーポレーションの後継者。政略結婚を逃れるため、3年前に分かれた環に愛人になるよう迫る。
水森 環
声 - 有賀友利恵 / 立花沙羅
鷹藤総合商社の事務。大学時代に両親を亡くし、先輩である陽介の世話になっていた。
鷹藤 宗助
声 - 大熊誠一郎 / 六本木天人
陽介の父であり、社長。
吉田
声 - 川島慶嗣 / 井上ヒロシ
宗助の秘書。

### 第6話「暴走プロポーズは極甘仕立て」
久松 潤斗
声 - 鈴木裕斗 / 静陵聖
ヒサマツモーターの御曹司。恋愛や結婚は面倒くさいと考えているが、家のために彩香に結婚を申し込む。その後、恋愛感情を持つことを目標に同居を始める。
桜庭 彩香
声 - 清水愛 / 御苑生メイ
過保護な兄に育てられたため恋愛経験がなく、ロマンティックな恋愛にあこがれている女性。花屋に勤務している。
永棟 颯太
声 - 川島慶嗣 / 六本木天人
潤斗の親友。
尾関 玲緒
声 - 氷青 / あかしゆき
彩香の同僚である花屋店員。
朝倉 紀代美
声 - 藤原由林 / 月野きいろ
潤斗の姉。

### 第7話「プリンの田中さんはケダモノ。」
田中 宗介
声 - 岩崎諒太 / 佐和真中
営業部のイケメン御三家の一人。千尋から「プリンの田中さん」と呼ばれている。
名越 千尋
声 - 集貝はな / 北見六花
文具メーカーで働くOL。人の顔を覚えるのが苦手。
宇都宮
声 - 泰勇気 / 六本木天人
イケメン御三家の一人。
安藤
声 - 柊一希 / 藤澤梅太郎
イケメン御三家の一人。
楠木 真紀
声 - 直田姫奈 / 一ノ宮葵
千尋の同僚。
課長
声 - 景浦大輔 / ひのこはじめ
男性社員
声 - 小林全 / 年正平三郎

### 第8話「冷酷CEOは秘書に溺れるか？」
氷野 須王
声 - 三浦勝之 / 河村眞人
新しいCEO。無表情で冷酷であり、「アイスキング」と呼ばれている。
関崎 凛
声 - 生田ひかる / 桃山いおん
CEOの専属秘書。前CEOを慕っており、須王を受け入れられずにいる。
溝口
声 - 景浦大輔 / ひのこはじめ
前CEO。
部下
声 - 小林全 / 年正平三郎
アナウンス
声 - 小川優歌 / 白崎ゆうか
女子社員
声 - 直田姫奈 / 一ノ宮葵

### 第9話「総務部の丸山さん、イケメン社長に溺愛される」
桜井 健吾
声 - 鈴木裕斗 / 佐和真中
大手アパレル会社の社長。華やかな見た目だが、地味な里美に興味を持つ。
丸山 里美
声 - 鈴江梨紗 / 春乃いろは
総務部で働く女性。存在感が薄く、「総務部の幽霊さん」と呼ばれている。
主任
声 - 景浦大輔 / ひのこはじめ

### 第10話「152センチ62キロの恋人」
立花 逸人
声 - 大須賀純 / 黒井勇
営業部の部長で、理想の上司と言われている。
森下 美奈
声 - 集貝はな / 上原あおい
ぽっちゃり体型のOL。女の子扱いされたことが無く、逸人に優しくされたため密かに憧れている。
美奈の母
声 - 上田晴美 / 柚月りつ
本木 由理
声 - 仲谷明香 / 一ノ宮葵
逸人の幼なじみ。
女性社員A
声 - 直田姫奈 / 魚谷まぐろ
女性社員B
声 - 春岡沙和 / 白崎ゆうか

### 第11話「私と彼のお見合い事情」
東條 怜
声 - 中村源太 / 金部影人
東條グループの御曹司。お見合いにうんざりしている。
長谷川 碧
声 - 生田ひかる / 秋野花
妹の茜の代わりに怜とのお見合いに参加する。
長谷川 茜
声 - 仲谷明香 / 上原あおい
碧の双子の妹。体が弱い。
碧の母
声 - 上田晴美 / 柚月りつ
碧の父
声 - 北山恭祐 / 高橋一休
怜の父
声 - 島田岳洋 / 六本木天人

### 第12話「4番目の許婚候補」
佐伯 彰人
声 - 中村源太 / 黒井勇
佐伯家の人間だが、実力を隠すために「仁科」として働いている。部下のまなみが許婚候補であることに気づいていない。
上条 まなみ
声 - 鈴江梨紗 / 遠野そよぎ
彰人の4番目の許婚候補。本来嫁ぐはずだった三条舞の代わりとして、彰人の結婚相手に浮上する。
三条 宗佑
声 - 島田岳洋 / 六本木天人
三条家の次期当主で、舞の父親。
佐伯 美代子
声 - 上田晴美 / 柚月りつ
彰人の祖母。体を悪くしている。
田中 雅史
声 - 小野賢章 / 金部影人
彰人の同僚。

## スタッフ
- 原作 - 井上美珠[3]、槇原まき[3]、栢野すばる[3]、吉桜美貴[3]、桜朱理[3]、冬野まゆ[3]、雪兎ざっく[3]、流月るる[3]、有允ひろみ[3]、高倉碧依[3]、幸村真桜[3]、富樫聖夜[3]
- 監督 - 荒木英樹[3]、いろは[3]、馬場竜一[3]、倉森六郎[3]
- 脚本 - 翌有蔵[3]、小林亮介[3]
- キャラクターデザイン - 荒木英樹[3]、いろは[3]、馬場竜一[3]、そらもとかん[3]
- 色彩設計 - 杉林ゆりか[3]
- 美術 - NAMUanimation[3]
- 撮影監督・編集 - 堀川和人
- 音響監督 - 豊島光太郎（通常版）[3]、ふなはしくん（デラックス♡版）[3]
- アニメーション制作 - アニメーションスタジオ・セブン[3]
- プロデューサー - 太田鉄平、小安志築、岩谷能宜
- 製作 - エタニティ濡れちゃん♡製作委員会[3]

## 主題歌
「Everlasting Story」
作詞は瀬良羽美、作曲は河村利典。歌は通常版は三ヶ嶋紫峰（岩崎諒太）、完全版は八坂群青。

## 各話リスト
| 話数   | サブタイトル                               | 監督     | キャラクターデザイン | シナリオ | コンテ         | 演出           | 作画監督                              | 総作画監督 |
| ------ | ------------------------------------------ | -------- | -------------------- | -------- | -------------- | -------------- | ------------------------------------- | ---------- |
| 第1話  | 君が好きだから                             | 荒木英樹 | 荒木英樹             | 翌有蔵   | 荒木英樹       | 荒木英樹       | 荒木英樹                              | -          |
| 第2話  | 溺愛デイズ                                 | いろは   | いろは               | 小林亮介 | みうらさぶろう | Han Younghoon  | Song Jinyoung                         | 三関宏幸   |
| 第3話  | 愛されるのもお仕事ですかっ!?               | 環陽介   | 環陽介               | 翌有蔵   | みうらさぶろう | Park Changhwan | Park Changhwan                        | 環陽介     |
| 第4話  | 待ち焦がれたハッピーエンド                 | 倉森六郎 | そらもとかん         | 小林亮介 | 中村晋平       | Go Sungwoon    | Yim Sookyung                          | 三関宏幸   |
| 第5話  | 野良猫は愛に溺れる                         | 荒木英樹 | 荒木英樹             | 翌有蔵   | 国分寺草介     | 荒木英樹       | 荒木英樹                              | -          |
| 第6話  | 暴走プロポーズは極甘仕立て                 | 倉森六郎 | そらもとかん         | 小林亮介 | 中村晋平       | Hwang Youngsik | Hwang Youngsik                        | -          |
| 第7話  | プリンの田中さんはケダモノ。               | いろは   | いろは               | 翌有蔵   | みうらさぶろう | Go Sungwoon    | Yim Sookyung Baek Yeonjoo Go Sungwoon | -          |
| 第8話  | 冷酷CEOは秘書に溺れるか？                  | いろは   | いろは               | 小林亮介 | みうらさぶろう | Han Younghoon  | Kin Jongbum                           | -          |
| 第9話  | 総務部の丸山さん、イケメン社長に溺愛される | 環陽介   | 環陽介               | 翌有蔵   | みうらさぶろう | Hwang Youngsik | Hwang Youngsik Park Changhwan         | -          |
| 第10話 | 152センチ62キロの恋人                      | 荒木英樹 | 荒木英樹             | 小林亮介 | 国分寺草介     | 山野吹雪       | 三関宏幸                              | -          |
| 第11話 | 私と彼のお見合い事情                       | 環陽介   | 環陽介               | 小林亮介 | みうらさぶろう | Han Younghoon  | Kin Jongbum                           | -          |
| 第12話 | 4番目の許婚候補                            | 荒木英樹 | 荒木英樹             | 翌有蔵   | 国分寺草介     | 荒木英樹       | 荒木英樹                              | -          |

## 放送局
| 放送期間                 | 放送時間                     | 放送局   | 対象地域 | 備考                      |
| ------------------------ | ---------------------------- | -------- | -------- | ------------------------- |
| 2020年10月5日 - 12月21日 | 月曜 1:05 - 1:20（日曜深夜） | TOKYO MX | 東京都   |                           |
| 2020年10月7日 - 12月23日 | 水曜 23:17 - 23:30           | AT-X     | 日本全域 | CS放送 / リピート放送あり |

| 配信開始日               | 配信時間                   | 配信サイト                                               |
| ------------------------ | -------------------------- | -------------------------------------------------------- |
| 2020年10月5日            | 月曜 1:05（日曜深夜） 更新 | エタニティレーベル公式サイト（完全版） YouTube           |
|                          | 月曜 12:00 更新            | ニコニコ動画 dアニメストア U-NEXT ビデオマーケット ABEMA |
| 2020年10月27日           | 火曜 12:00 更新            | バンダイチャンネル                                       |
| 2020年11月9日            | 月曜 12:00 更新            | クランクイン!ビデオ                                      |
| 特記無きサイトは通常版。 |                            |                                                          |